# گمینا کوشاراوا
گمینا کوشاراوا (به لهستانی:  Gmina Koszarawa) یک گمینا در لهستان است که در شهرستان ژویتس واقع شده‌است. گمینا کوشاراوا ۳۱٫۲۴ کیلومتر مربع مساحت و ۲٬۴۹۳ نفر جمعیت دارد.